# Neuvy (Allier)
Neuvy è un comune francese di 1 729 abitanti situato nel dipartimento dell'Allier della regione dell'Alvernia-Rodano-Alpi.

## Società

### Evoluzione demografica
Abitanti censiti